# عملیات والکری

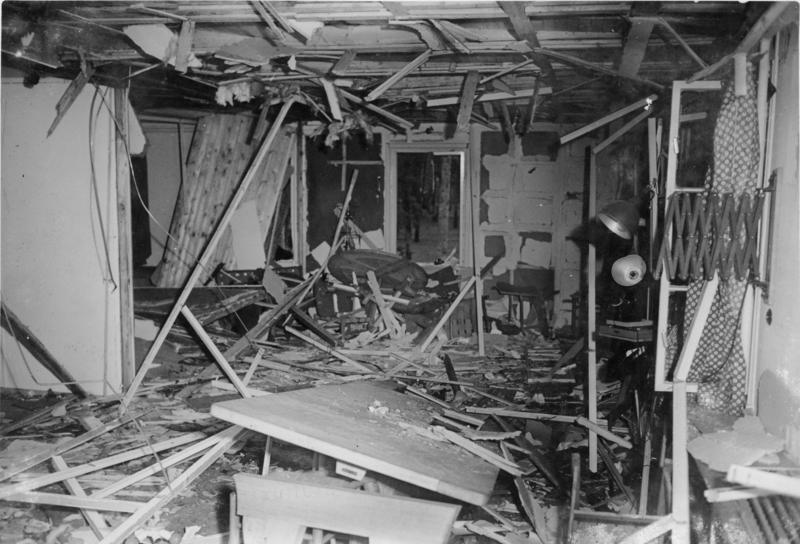
مقر آشیانهٔ گرگ پس از انفجار.

عملیات والکری (آلمانی: Operation Walküre) یک طرح عملیات اضطراری دولت در جنگ جهانی دوم آلمان بود که برای ارتش ذخیره آلمان صادر شد تا در صورت فروپاشی عمومی به دلیل بمباران شهرهای آلمان توسط متفقین یا قیام کارگران و اتباع خارجی که در کارخانه‌های آلمان کار می‌کردند، اجرا شود.
افسران ارتش آلمان، ژنرال فردریش اولبریخت، سرلشکر هنینگ فون ترسکوف و سرهنگ کلاوس فون اشتاوفنبرگ این طرح را با هدف استفاده از آن برای کنترل شهرهای آلمان، خلع سلاح اس اس و دستگیری رهبری نازی پس از ترور هیتلر در توطئه ۲۰ ژوئیه تغییر دادند. مرگ هیتلر (برخلاف دستگیری او) برای آزاد کردن سربازان آلمانی از سوگند وفاداری به او ضروری بود. نتیجه این تلاش، مهم‌ترین سوء قصدی بود که نسبت به جان هیتلر رهبر آلمان نازی در ۲۰ ژوئیه سال ۱۹۴۴ میلادی صورت گرفت. این سوءقصد در مقر هیتلر به نام آشیانه گرگ و توسط تعدادی از افسران و ژنرال‌های عالی‌رتبهٔ آلمان نازی صورت گرفت.

## عملیات اصلی
بر اساس طرح اصلی که برای مقابله با اختلالات داخلی در شرایط اضطراری طراحی شده بود، آمادگی رزمی واحدها را در زمان مورد نیاز تضمین می‌کرد. این طرح توسط کارکنان ژنرال فریدریش اولبریخت به عنوان رئیس دفتر کل ارتش توسعه یافت و توسط هیتلر تأیید شد. با این حال، به غیر از خود هیتلر، تنها سرهنگ ژنرال فردریش فروم، فرمانده ارتش ذخیره از سال ۱۹۳۸، توانست عملیات والکری را آغاز کند.

دستور اصلی والکری فقط به آمادگی رزمی واحدهای ارتش ذخیره می‌پرداخت. اولبریخت قسمت دومی به نام والکری ۲ را اضافه کرد که جمع‌آوری سریع این واحدها در گروه‌های جنگی آماده برای عملیات را فراهم می‌کرد. در تکمیل این عملیات‌ها که با یک بیانیه به این شرح نوشته می‌شد: 
"پیشوا آدولف هیتلر مرده است! یک گروه خیانتکار از رهبران حزب تلاش کرده‌اند تا با حمله به سربازان ما که از عقب در حال جنگ هستند، از این وضعیت سوء استفاده کنند تا قدرت را برای خود به دست بگیرند.»
دستورالعمل‌های مفصلی برای تصرف وزارتخانه‌های دولتی در برلین، مقر هیملر در پروس شرقی، ایستگاه‌های رادیویی، تبادل تلفن، سایر زیرساخت‌های نازی‌ها از طریق مناطق نظامی و اردوگاه‌های کار اجباری نوشته شد.

## طراحان عملیات
طراحان این سوء قصد افسران و ژنرال‌های عالی‌رتبه ارتش آلمان چون آدمیرال ویلهلم کاناریس و گونتر فون کلوگه بودند و مجری عملیات بمب‌گذاری کلاوس فون اشتاوفنبرگ بود.

## اجرای عملیات
کلنل کلاوس فون اشتاوفنبرگ که قصد ترور هیتلر را داشت، این امکان را می‌یابد که برای گزارش دربارهٔ ارتش ذخیره آلمان، در جلسه هیتلر با سران ارتش حضور یابد. این جلسه در راستنبورگ در پروس خاوری برگزار شده بود. در روز سوءقصد، اشتاوفنبرگ کیفی حاوی بمب را در نزدیکی هیتلر و در زیر میزی می‌گذارد که در اطراف آن هیتلر و ژنرال‌هایش نقشه‌های جنگی را بررسی می‌کردند. او سپس به بهانه یک تماس تلفنی خارج شده و فوراً عازم برلین می‌شود تا پس از قتل هیتلر، ارتش ذخیره را به خیزش دعوت کند. اما پای یکی از افسران به کیف برخورد می‌کند و او کیف را برداشته و آن را در فاصله دورتری قرار می‌دهد. این کار باعث می‌شود که انفجار بمب نتواند آسیب مهمی به هیتلر برساند. این افسر خود نیز از طرح ترور باخبر بود اما نمی‌دانست که این طرح قرار بود همان روز اجرا شود. بعد از انفجار بمب در مقر هیتلر، سرهنگ اشتاوفنبرگ به سرعت خود را به برلین رساند تا کودتا را به نتیجه برساند او طرح عملیات والکری که پیش‌تر به امضای خود هیتلر رسیده بود و هدف آن جلوگیری از کودتا توسط نیروی اس اس علیه هیتلر بود را به همراه چند تن از سیاست مداران برجسته و نظامیان عالی‌رتبه آغاز کرد. او نیروی ذخیره ارتش آلمان را مأمور دستگیری نیروهای اس اس کرد؛ اما این طرح در آخرین لحظه شکست خورد، زیرا فرمانده نیروهای ذخیره ارتش آلمان از زنده بودن هیتلر آگاه شد مطمئن گشت این کودتا در اصل بر ضد هیتلر بوده است.

## شکست عملیات
هنگام ظهر که انفجار رخ می‌دهد، میز کنفرانس مانند یک حفاظ مانع از کشته شدن هیتلر شده و او فقط جراحتی سطحی می‌بیند، اما پرده‌های گوش او پاره شده و تا پایان عمر دچار لرزش دست و پا می‌شود. عاملان سوءقصد که از سرنوشت هیتلر نامطمئن بودند در به دست گرفتن قدرت تردید به خرج می‌دهند.
کلنل اشتاوفنبرگ در همان شب ۲۰ ژوئیه دستگیرشده و به جوخه اعدام سپرده می‌شود. آدمیرال ویلهلم کاناریس به اردوگاه مرگ فلوسنبورگ اعزام شده و در آن جا به دار آویخته می‌شود. مارشال گونتر فون کلوگه پیش از دستگیری خودکشی کرد. در روز ۱۴ اکتبر سال ۱۹۴۴ میلادی، فیلد مارشال اروین رومل که از تحرکات توطئه آمیز در ارتش مطلع بود و نهایتاً ابراز حمایت از این حرکت کرده بود، ناگزیر به خودکشی می‌گردد. با این حال با توجه به محبوبیت بسیار او در آلمان و در میان نظامیان، به دستور هیتلر برای رومل مراسم تشییع جنازه رسمی و ملی برپا می‌گردد

## در همین زمینه
- کودتای ۲۰ ژوئیه

### انگلیسی
- Nigel Jones, Countdown to Valkyrie: The July Plot to Assassinate Hitler. Frontline, 2009

### آلمانی
- Peter Hoffmann: Widerstand, Staatsstreich, Attentat. Der Kampf der Opposition gegen Hitler.  Munich 1985 Montserrat (reissue)